# Духоборы
Духобо́ры (духобо́рцы) — этноконфессиональная группа русских. Исторически русская религиозная секта, отвергающая внешнюю обрядность церкви, часто квалифицируемая приверженцами Русской православной церкви, некоторыми религиоведами и социологами как конфессия христианского направления. Идейно близка к английским квакерам. Одно из ряда учений, получивших общее название «духовных христиан».
У истоков духоборства стоял Силуан Колесников, живший в селе Никольском Екатеринославской губернии в 1755—1775 годах. Духоборство распространилось по многим губерниям и подверглось преследованиям со стороны православных духовных и светских властей.

## Истоки и основы духоборчества
Наименование духоборцев им дал архиепископ Екатеринославский Амвросий (или, по мнению других историков, предшественник Амвросия Никифор Феотоки) в 1785 году, который хотел этим сказать, что новое учение — противление Святому Духу. Сами представители этой конфессии, узнав о таком названии, охотно приняли его, в том смысле, что, отрицая религиозную внешность, они являются поборниками духа.
Письменных источников, принадлежащих духоборам тех времён, не сохранилось, так как они не одобряли «писаное, мёртвое слово», противопоставляя ему живое, устное — «книгу животную». Григорий Сковорода написал для них своего рода катехизис «Исповедание веры Духоборцев», поданное губернатору в качестве своего рода апологетики.
Исходный пункт учения духоборов — квакерская идея:
В душе человека пребывает сам Бог, и сам Он наставляет человека Своим словом. Памятию человек уподобляется Богу Отцу, разумом — Богу Сыну, волею — Духу Святому; Отец — свет, Сын — живот, Святой Дух — покой, Отец — высота, Сын — широта, Святой Дух — глубина. Чувственно Бог существует в природе, а духовно — в человеческой душе.
Отрицают первородный грех: «всяк сам по себе грешен и спасён». Веруют в перерождение души: «после смерти душа благочестивого человека переходит в тело живого праведника или новорождённого, а душа беззаконника — в животное». Считают, что воскрешение Христа нужно понимать в духовном смысле:
Христос должен в нас зачаться и родиться, возрастать и учиться, страдать и умереть, и воскреснуть, и вознестися.
Исповедуются только Богу; пост считают воздержанием от злых мыслей и дел; богослужение совершают в комнате; брак не почитают таинством; не признают внешних отличий между людьми; не клянутся; отказываются от военной службы и присяги вообще. Отрицают всякую обрядовость, выражая это отрицание в пословицах:
Церковь не в брёвнах, а в рёбрах[прояснить].
Поклоняются Христу не мазаному, не писаному, а Христу животворному.

Это фраза заимствована из книги "Райские цветы, помещенные в седми цветниках " Иоханнеса Шефлера, стих 52:       "Я храм Всевышняго, и в ребра Бог моих; Когда я сердцем чист, святая есмь святых"
Делами общины управляет сходка старейшин.

## История движения в XIX—XX веках

### ПравлениеАлександра I
Посланный в 1801 году для собирания сведений о духоборах, И. В. Лопухин дал о них самый хороший отзыв. После этого был издан указ о переселении всех духоборов в Мелитопольский уезд Таврической губернии, на берега реки Молочной. При обилии земли (79 000 десятин) они перенимали от поселенных в соседстве с ними меннонитов много полезных нововведений.
Лидер духоборов в Крыму Савелий Капустин завёл там коммунистические порядки — обработка земли сообща, деление урожая поровну. В 1818 году Александр I посетил село духоборов Терпение (теперь — Мелитопольский район, Запорожская область), пробыл там два дня и распорядился освободить всех духоборов и доставить их в Крым. В 1820 году их освободили от присяги. С тех пор Александр I пользуется у духоборов исключительным почитанием — ему был даже поставлен памятник.

### Закавказская ссылка
При Николае I духоборы вновь потеряли расположение властей. Освоенные духоборами впервые крымские земли стали безопасны и быстро осваивались русскими православными крестьянами, из-за чего правительство стало считать духоборов нежелательными соседями. В 1837 году последовал указ о переселении их с Молочных вод в Закавказский край. В 1843 году известный Гакстгаузен посетил духоборов, ещё остававшихся на Молочных водах, о чём оставил ценные сведения.
В 1841 году началась высылка духоборов на территорию современной Грузии и Азербайджана. Они показывали покорность властям, говоря:
Царя почитаем, милостивым властям повинуемся; кто безвинно бьёт и мучит, тот антихрист, кто милостиво судит, уподобляется Богу. Ходить в церковь совесть нам не велит, в ней святости не чаем… Везде церковь, где два или три собраны во имя Христово.
Между 1841 и 1845 годами было переселено около 5000 духоборов.
В Грузии духоборы поселились компактно в южных горных районах Джавахетии, к тому времени практически обезлюдевших. Они основали 10 деревень на территории современного Ниноцминдского района (до 1991 года — Богдановский), называемых Джавахетской Духоборией: Владимировка, Тамбовка и Родионовка на северо-востоке района (вокруг озера Паравани), остальные на юге района: Богдановка (ныне Ниноцминда), Спасовка, Орловка, Гореловка, Ефремовка, Калмыково и Троицкое.
На территории современного Азербайджана высланные духоборы основали несколько поселений, имеющих до сей поры русские названия: Славянка, Ивановка, Новосаратовка и Новоивановка.

### Сожжение оружия в июне 1895 года
В конце 1886 года в среде духоборов возник конфликт по поводу наследования так называемого «Сиротского дома», принадлежавшего их умершей предводительнице, Лукерье Калмыковой. Суд решил дело в пользу её брата Михаила Губанова, но большинство духоборов поддерживало другого претендента на наследство — Петра Веригина. Конфликт обострился до такой степени, что сторонники Губанова, называемые «малой партией», вынуждены были переезжать из других сёл в Гореловку, где находился «Сиротский дом», а Веригин был отправлен в ссылку. В ссылке он ознакомился с учением Л. Н. Толстого о непротивлении злу насилием и в 1893 году использовал идеи христианского анархизма при составлении программы, переданной поддерживавшей его «большой партии» духоборов. Программа состояла из четырёх основных положений:
1. Отказ от эксплуатации наёмного и зависимого труда.
2. Равный раздел имущества между членами общины (с добровольного согласия богачей).
3. Отказ от стремления к обогащению, ограничение потребностей путём упрощения жизни (быта, пищи, одежды), снижение рождаемости путём полового воздержания и отказа от браков.
4. Отказ от военной службы.

Не все члены «большой партии» приняли программу Веригина, что привело к дальнейшему разделению общины. Последователей Веригина, всё ещё составлявших наиболее многочисленную группу, стали называть «постниками» за отказ от мясной пищи. «Постники» заняли позицию пассивного неповиновения «человеческим законам и установлениям». Отделившаяся от них так называемая «средняя партия», лидером которой был А. Ф. Воробьев, занимала соглашательскую позицию.
В 1894 году духоборы села Терпение Карсской области отказались присягнуть Николаю II.
В 1895 году несколько тысяч духоборов — «постников» в Елизаветопольской и Тифлисской губерниях и в Карсской области по совету Веригина заявили властям о своём отказе от военной службы. В ночь на 29 июня (день Петра и Павла, а также день рождения Петра Веригина) они снесли в кучу всё имевшееся у них оружие и сожгли его под пение псалмов.
На подавление волнений в сёлах Тифлисской губернии правительство выслало казаков, в результате чего имели место избиения духоборов, разграбление их имущества при постое войск, упоминаются случаи изнасилования женщин. Позже около 4300 духоборов было принудительно переселено в местности с нездоровым климатом без права продажи недвижимого имущества. Отказывавшихся от службы военнообязанных духоборов (солдат и запасников) общим числом около 330 человек приговорили к заключению в тюрьмы и дисциплинарные батальоны, где они подвергались истязаниям и лишениям. Упорствующих в отказе от службы ссылали в Сибирь на 18 лет. Многие духоборы умерли в заключении и ссылках.

За отказ от оружия и солдатской службы (2 апреля, 6 мая, 29 июня 1895 г.) военный суд (в период от 16 июня [18]95 г. по 3 мая [18]96 г.) приговорил в дисциплинарные батальоны 41 духобора из Ахалкалакского уезда (Тифлисской губ.), Елизаветпольской губернии и Карсской области. Из них 11 человек были водворены в Екатериноградском батальоне 20 октября 1895 г., 8 человек — 29 декабря, 8 человек — 8 марта 1896 г., 1 человек — 23 апреля, 2 человека — 28 июня, 4 человека — 9 августа и 7 человек — 4 октября. Дисциплинарному начальству было поручено принудить духоборов служить. За отказ от учений сначала их запирали в карцер на 3, 5, 10 и даже 15 суток подряд. Потом, когда эта мера не привела ни к чему, прибегли к телесным наказаниям. Начальник батальона полковник Маслов и ротные командиры Богаевский, Шапкин, Окинчец, Покровский и Протопопов приговорили духоборов к 20—30 ударам розог. Били пучками связанных терновых прутьев, угощая палачей во время экзекуции водкой. В августе 1896 г. подполковник Моргунов, заступивший место Маслова, и ротные командиры Богаевский, Волочков, Протопопов и Покровский усилили наказание с 30 до 60 и 80 ударов. Моргунов сек на кобыле...
Заключенным солдатам и кадровым унтер-офицерам было приказано загонять духоборов в церковь ремнями и шашками. Когда загнанные в церковь духоборы отказались креститься и вставать на колени, — их тут же до крови («обливались кровью») избили ремнями и шашками. Систематические истязания заставили духоборов согласиться ходить на ученье и взять оружие для приемов. Духоборы согласились на это, говоря, что в дело оружия употреблять не будут ни в каком случае.
Об упорстве их донесли императору; из Петербурга было приказано еще раз спросить каждого духобора в отдельности: будет ли он нести солдатскую службу. Маслов выстроил духоборов в ряды и спрашивал каждого в такой форме: «Будешь служить, будешь колоть, если царь прикажет, своего соседа?». 7 человек сказали «да» и были оставлены отбывать наказание в дисциплинарном батальоне, а остальные 34 человека через месяц, 25 ноября [18]96 г., были высланы в Якутскую область. 
— Н. Е. ФЕДОСЕЕВ — Л. Н. ТОЛСТОМУ 

### Защита со стороны Льва Толстого и толстовцев
В защиту духоборов выступил Лев Толстой. Он и его последователи организовали одну из первых массовых кампаний в отечественной и международной прессе, сравнивая гонения на духоборов в России с гонениями на первых христиан. Владимир Чертков опубликовал подробности о травле крестьян в английской газете. Затем Чертков, Павел Бирюков и Иван Трегубов написали воззвание к русской общественности, призывая помочь духоборам, которых лишили средств к жизни. Толстой дополнил воззвание своим послесловием и передал в помощь голодающим тысячу рублей, а также обещал впредь отдавать голодающим крестьянам все гонорары, которые получал в театрах за исполнение его пьес. В результате этой акции Чертков был изгнан за границу, а Бирюков и Трегубов отправлены во внутреннюю ссылку в Прибалтику.

### Эмиграция в Канаду
Несмотря на широкий общественный и международный резонанс событий 1895 года, компромисса с властями в вопросе защиты духоборов достигнуто не было. С инициативным и финансовым участием Льва Толстого и зарубежных квакеров было принято решение об эмиграции духоборов. В качестве возможных мест нового поселения рассматривались Маньчжурия, Китайский Туркестан (план одного из инициаторов идеи эмиграции, дипломата, отвечавшего за восточное направление, Э. Э. Ухтомского), Кипр, Гавайи и т. д. Исходно обследованный духоборами Кипр не был одобрен из-за того, что новопоселенцам выделялось недостаточно земли, а также из-за неподходящего климата.
Лев Толстой обратился через сына Сергея к своему сподвижнику Владимиру Черткову (в это время высланному за границу и проживающему в Великобритании) за помощью. В свою очередь, Чертков обратился к знаменитому анархисту князю Петру Кропоткину, а тот — с просьбой о содействии в переселении в Канаду к профессору политэкономии из Университета Торонто Джеймсу Мейвору. В 1900 году супруга Черткова Анна Константиновна написала «Практический учебник английского языка, предназначенный для русских поселенцев в Америке». Она же впервые опубликовала в 1910 году сборник песнопений духоборов.
В 1898—1899 годах примерно 7500 (около трети) духоборов эмигрировали в Канаду, в неосвоенные районы провинции Саскачеван. Чтобы использовать гонорар для финансирования около 23 % переселения, Лев Толстой специально закончил ранее отложенный роман «Воскресение».
Хотя ни духоборы, ни сочувствующие не были уверены в необходимости эмиграции, наряду с поддержкой из-за рубежа они встретили подчёркнуто негативное отношение властей (например, запрет на возвращение). Старички (старейшины общины) пророчествовали:
Если царь отпустит духоборцев из своей страны, то он потеряет свой престол, потому что Бог уйдёт с духоборцами.
Перевозку наиболее значительных партий духоборов из Батума в порты Квебек и Галифакс в 1898 году осуществляли корабль «Лейк Гурон» и корабль «Лейк Супериор». Сопровождающими (и в качестве переводчиков) выступили Сергей Львович Толстой, а также (10 декабря 1898 — 12 января 1899) толстовец Л. А. Сулержицкий и доктор А. И. Бакунин. В апреле 1899 года третью крупнейшую партию духоборов сопровождал Владимир Бонч-Бруевич. В результате поездки, проведя год в Канаде, по просьбе переселенцев В. Бонч-Бруевич составил образцовый сборник псалмов духоборов Канады — «Животную книгу духоборцев».
Небольшие партии духоборов активно прибывали в Канаду на протяжении последующих лет через порты Европы, как правило на средства ранее переехавших духоборов. В 1902 году к единоверцам в Канаде присоединился освобождённый из ссылки П. Веригин. К 1930 году из России в Канаду переехало в общей сложности более 8770 духоборов.
7500 духоборов первоначально компактно поселились на землях Саскачевана. Вскоре, однако, большинство из них перебралось в более благоприятные условия Британской Колумбии.

### Духоборы Канады в XX веке
Духоборы поселились на целинных землях степной провинции Саскачеван. Им разрешили не служить в армии, получить смежные земельные участки так, чтобы можно было селиться деревнями и обрабатывать землю совместно. Но когда власти потребовали от них принести клятву на верность правительству, многие отказались подчиниться, и у духоборов экспроприировали 260 000 акров земли, ставшей пригодной к возделыванию в ходе коллективной обработки, так как это было условием получения земли в собственность. В 1908—1911 годах шесть тысяч духоборов последовали в Британскую Колумбию, самую западную провинцию Канады, где они основали Христианскую Общину Всемирного братства.
Доходы коммуны росли, общинная собственность оценивалась в несколько миллионов долларов. Но в то же время назревали и идеологические конфликты. Некоторые из участников общины ставили авторитет Веригина под сомнение. В 1924 году Пётр Веригин погиб при загадочных обстоятельствах. Движение распалось. Участники радикального течения «Сыны свободы» демонстрировали абсолютное неприятие современной им жизни, в том числе отказываясь посылать своих детей в школы. Более того, они поджигали школьные здания. Также они в знак протеста стали устраивать «голые» демонстрации в канадских городах.
В 1932 году канадская община духоборов была принята в международную антивоенную организацию «Интернационал противников войны» по инициативе В. Ф. Булгакова, последнего секретаря Л. Н. Толстого и члена Совета этой организации, к тому времени тоже оказавшегося в эмиграции за проповедь антимилитаризма.
В настоящее время умеренное крыло духоборов возглавлял праправнук Петра Васильевича Веригина — Джон Веригин (Иван Иванович Веригин), до его смерти 26 октября 2008 года. За вклад в улучшение канадско-российских отношений и последовательную борьбу за мир Джон Веригин был награждён орденом Канады, орденом Британской Колумбии и советским орденом Дружбы народов.

## Духоборы сегодня

### Канада
Сейчас в Канаде проживает до 30 000 потомков духоборов. Из них 5000 человек сохранили веру, более половины — знание русского языка в качестве родного. Один из представителей — Том Невакшонов — является видным канадским политиком.
По данным переписи населения Канады 2021 года, только 1675 человек идентифицировали себя как духоборы.
Духоборческие населенные пункты: Надежда, Отрадное, Верегин.

### Грузия
С распадом СССР духоборы Грузии вновь начали мигрировать, как организованно, так и стихийно, в Россию и Канаду. Очень незначительное количество духоборов остаётся в настоящее время в Грузии. Они компактно проживают в Джавахетии; по состоянию на 2006-2008 гг., в Джавахетии их осталось от 700 до 800 человек.
Список духоборских населённых пунктов:
- г. Ниноцминда (в прошлом Богдановка)
- Гореловка (на 2021 год: 10-15 семей)
- Спасовка
- Тамбовка (на 2021 год: 1 женщина)
- Ефремовка
- Родионовка
- Самеба (в прошлом Троицкое)
- Орловка (изначальное Терпение)

В Гореловке остаются «святые могилки» проповедников, на поклон к которым приезжают духоборы со всего мира. Также особо почитается пещера, недалеко от которой 29 июня 1895 года духоборы сожгли оружие в знак протеста против зла и насилия.

### Азербайджан
Переселение духоборов на территорию современного Азербайджана началось в 1841 году в связи с указом Николая I от 1839 года. В Елизаветпольском уезде были созданы духоборские поселения Славянка, Ново-Гореловка, Ново-Спасское и Ново-Троицкое[уточнить], первое из которых сохранилось до наших дней. По состоянию на сентябрь 2018 года, в Славянке проживали десять духоборских семей общей численностью около 30 человек.

### Россия
С конца 1980-х годов духоборы, приехавшие из Грузии, начали селиться в Тульской, Белгородской, Брянской, Орловской, Ростовской областях, частично в рамках российской государственной программы возвращения соотечественников.
В 1989 году группа жителей с. Гореловка переехала из Грузии и поселилась на тульской земле, в деревне Архангельское Чернского района.
В 1998 году другая группа поселенцев из с. Гореловка, около 200 человек, прибыла в посёлок Мирный в Клетнянском районе Брянской области. Однако большинство работоспособного населения вынуждено было покинуть посёлок в связи с непредоставлением жилья.
В июне 1991 года в пос. Целина Ростовской области (с середины 1920-х годов важного для духоборов центра: при передаче Карсской области Турции именно сюда были переселены её русские жители) состоялся съезд духоборов, на котором создано «Религиозное объединение Духовных Борцов Христа — Духоборцев СССР», переименованное после распада СССР в «Религиозное объединение Духоборцев России».
С 2007 года духоборы начали осваивать Тамбовскую область. Первые 109 человек были расселены в селе Малый Снежеток Первомайского района.

## Традиционная архитектура духоборов
За более чем вековой период присутствия в грузинской Джавахетии, духоборы сформировали уникальную форму народной архитектуры. Архитектура духоборов интересна тем, что, по сути, является редким примером трансформации русской народной архитектуры за рубежом, одновременно с сохранением традиций, но и адаптацией жилища к новым климатическим условиям, а также под культурным влиянием соседних грузинского и армянского народов. Сегодня в деревнях сохранилось около 120 традиционных духоборских хат, большинство из них разрушаются или перестроены. Уникальный архитектурный феномен находится под угрозой исчезновения.

### Планировка деревень
Большинство духоборских деревень имеют линейную уличную планировку, традиционную для русской деревни XIX и XX века. Два взаимонаправленных ряда домов ориентированы фронтонами на улицу, за домами расположены узкие протяжённые земельные участки. Заметно разительное отличие планировки духоборских деревень от соседних армянских сёл, для которых характерны гораздо более компактные планировки с хаотичной, рядной или квартальной расстановкой домов.

### Архитектура жилища
Очень условно русское традиционное жилище можно поделить на южный тип (хаты) и северный (избы). Хаты строились в более теплом климате, их стены как правило были из глины или самана (кирпич на основе соломы), тогда как избы всегда были рублеными, утеплёнными для долгой холодной зимы. Традиционное жилище духоборов же представляет собой отдельную ветвь архитектурной эволюции: это южная хата, которая оказалась внезапно заброшена в неподходящий для неё климат.
Выходцы из южных губерний Российской империи, духоборы были вынуждены адаптировать свои строительные навыки к суровым условиям гор с длинной холодной зимой, сильным ветром, большим количеством снега. Духоборы не были знакомы с архитектурными приёмами Русского Севера. На основе традиционной южнорусской хаты-мазанки, постепенно приспосабливая местные материалы и заимствуя строительные технологии у новых соседей, вынужденные переселенцы создали свою версию тёплого дома.
Хаты духоборов строилось из саманных кирпичей на основе навоза и сена, поверх которых клалась глина и белая штукатурка  — такая технология была также распространена на исторической родине духоборов, в южнорусских губерниях. Инновацией стало использование в строительстве местного камня: известнякового туфа и других горных пород, а также большой толщины стен, для снижения теплопотерь. Помимо самана и камня, использовался и сруб, однако древесина в горных условиях была дорогостоящей. Независимо от материала, стены белились, после чего дом приобретал знакомый вид мазанки.
Хаты духоборов представляют собой низкие одноэтажные строения с побелёнными штукатуркой стенами и низкой, практически плоской двускатной кровлей. Вытянутый дом состоит обычно из трёх помещений: передняя хата, которая выходит окнами на улицу; сени, откуда осуществляется вход в дом; задняя хата или двор, использовавшийся как хозяйственное помещение. Отапливался дом русской печью. Для декорирования фасадов применялись наличники и ставни на окнах.

### Конструкция кровли
Кровля — главное отличия духоборского дома от украинского или южнорусского. Хаты имели не традиционную двускатную, а низкую мансардную кровлю с плоской перемычкой между скатами. Такая кровля покрыта большим слоем дёрна, на котором росли травы. Дёрновое покрытие кровель не характерно для русской архитектуры: такое решение широко применялось в странах Скандинавии и в отдельных регионах северной России, оно отлично сохраняет тепло в условиях холодного климата. Но выходцы из южных губерний, духоборы не могли знать о подобной технологии, поэтому их “зелёные” крыши — собственная инновация, адаптирующая южную мазанку к морозам. Именно необходимостью удержать большое количество грунта можно объяснить такую пологую, практически плоскую форму скатов кровли.  Из-за невысокой высоты кровли отсутствовал чердак, поэтому внутренние помещения имели сводчатый потолок.
Недостатком грунтовой кровли является её большой вес — к толстому слою дёрна и корней зимой прибавляются ещё и кубометры снега. Духоборы разработали уникальную конструктивную систему кровли: вдоль всего дома выставлялся ряд Т-образных столбов, верхняя горизонтальная перекладина которых крепилась к вертикальному столбу двумя консолями — за счет этого конструкция напоминает трезубец. На столбы укладывались параллельно, на расстоянии около полуметра друг от друга, два коньковых бревна. Эти брёвна проходили через весь дом и несли на себе стропила, на которые в свою очередь уже клались доски и грунт. Таким образом получалось, что тяжелая крыша практически не несла нагрузки на стены здания, что обеспечивало удивительную прочность дому. Вероятно, только благодаря этой конструкции духоборские хаты пережили нередкие для Джавахетии землетрясения и дошли до нас в первоначальном виде.
Несущие кровлю столбы-трезубцы вместе с двумя коньками являются главной отличительной особенностью духоборского дома. В хатах они являются частью главного фасада.

## Духоборы в современной культуре
В отличие от самопрезентации духоборов и от их восприятия в Старом Свете, в англоязычной (канадской и американской) популярной культуре за пределами документалистики под духоборами подразумевается отколовшееся от традиции радикальное движение свободников, памятное за яркие выступления в начале XX века.
Фольклорные ансамбли
- Материалы, собранные у современных духоборов Тульской области, в России используют такие коллективы, как Ансамбль Дмитрия Покровского и Фольклорный ансамбль «Истоки».

Духоборы в художественной литературе
Духоборы фигурируют 25 раз в книге Сергея Алексеева «Сокровища Валькирии».
Духоборы в популярной музыке
- Канадская рок-группа Sons of Freedom выбрала своё название в честь свободников (это один из переводов названия данной религиозной группы).
- «Do as the Doukhobors Do» — песня Пита Сигера (издана в сборнике The Best of Broadside 1962—1988: Anthems of the American Underground, в серии Smithsonian Folkways Recordings — SFW40130 2000).
- «Ferdinand the Impostor», песня коллектива the Band, включает юмористическую строку, адресованную незнанию Канады её южными соседями: «He claimed he was a Doukhobor / But they never heard of that in Baltimore.»